# Willem Kesstraat
De Willem Kesstraat is een straat in de Prinses Irenebuurt in Buitenveldert, Amsterdam-Zuid.

## Geschiedenis en ligging
De straat kreeg haar naam per raadsbesluit van 18 december 1953; een vernoeming naar musicus en eerste dirigent van het Concertgebouworkest Willem Kes. De straat begint aan de Beethovenstraat, na ongeveer zestig meter eindigt ze op de Prinses Margrietstraat.

## Gebouwen
De straat werd in het midden van de jaren vijftig volgebouwd. Daarbij zijn allerlei bouwvormen te zien.
Aan de even zijde zijn alleen de huisnummers 2 en 20 in gebruik. Huisnummer 2 is de "achtergevel" van flatgebouw Roossenhof, dat gebouwd is naar een ontwerp van Dick Greiner en sinds 2014 een gemeentelijk monument is. Het is een poortgebouw met een verbinding naar de Cornelis Dopperkade.
Op nummer 20 staat een in basis antroposofische villa; deze is gebouwd naar een ontwerp van architect Jan van der Linden en voor de directeur Dirk de Jong van Koninklijke Zwavelzuurfabrieken Ketjen. Het was een villa met weinig hoeken en met ronde vormen. Het pand zou een zeven meter hoge woonkamer hebben. De tuin werd ontworpen door Mien Ruys. In 2013 onderging de villa een grote verbouwing onder leiding van Laurens Jan ten Kate (van architectenbureau Herman Hertzberger) en interieurarchitecte Babs Appels.
Aan de oneven zijde staat
- met huisnummers 1-7 een flat naar een ontwerp van Zeeger Gulden en Ger Husslage uit 1955/1956
- garageboxen met huisnummers 9, 11 en 13
- het ontwerp van de huisnummers 15 tot en met 31 is afkomstig van architecten Henri le Grand en Abraham Samuel Polak, die in deze buurt meer ontwierpen (Evert Cornelis Straat 21-27, Prinses Margretstraat 17-23, Catharina van Renesstraat 24-30)[2]

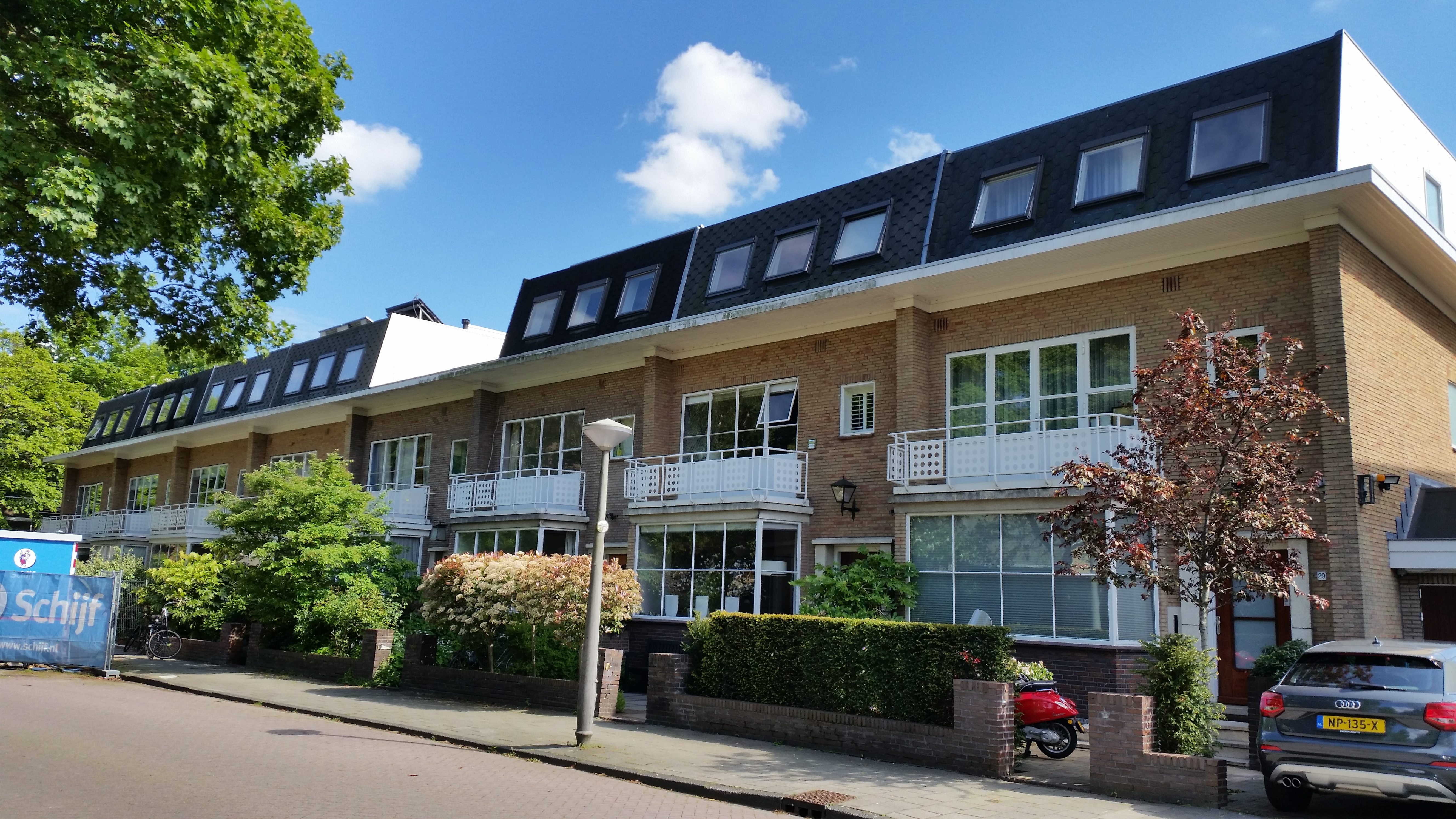
Willem Kesstraat 15-29 (mei 2019)

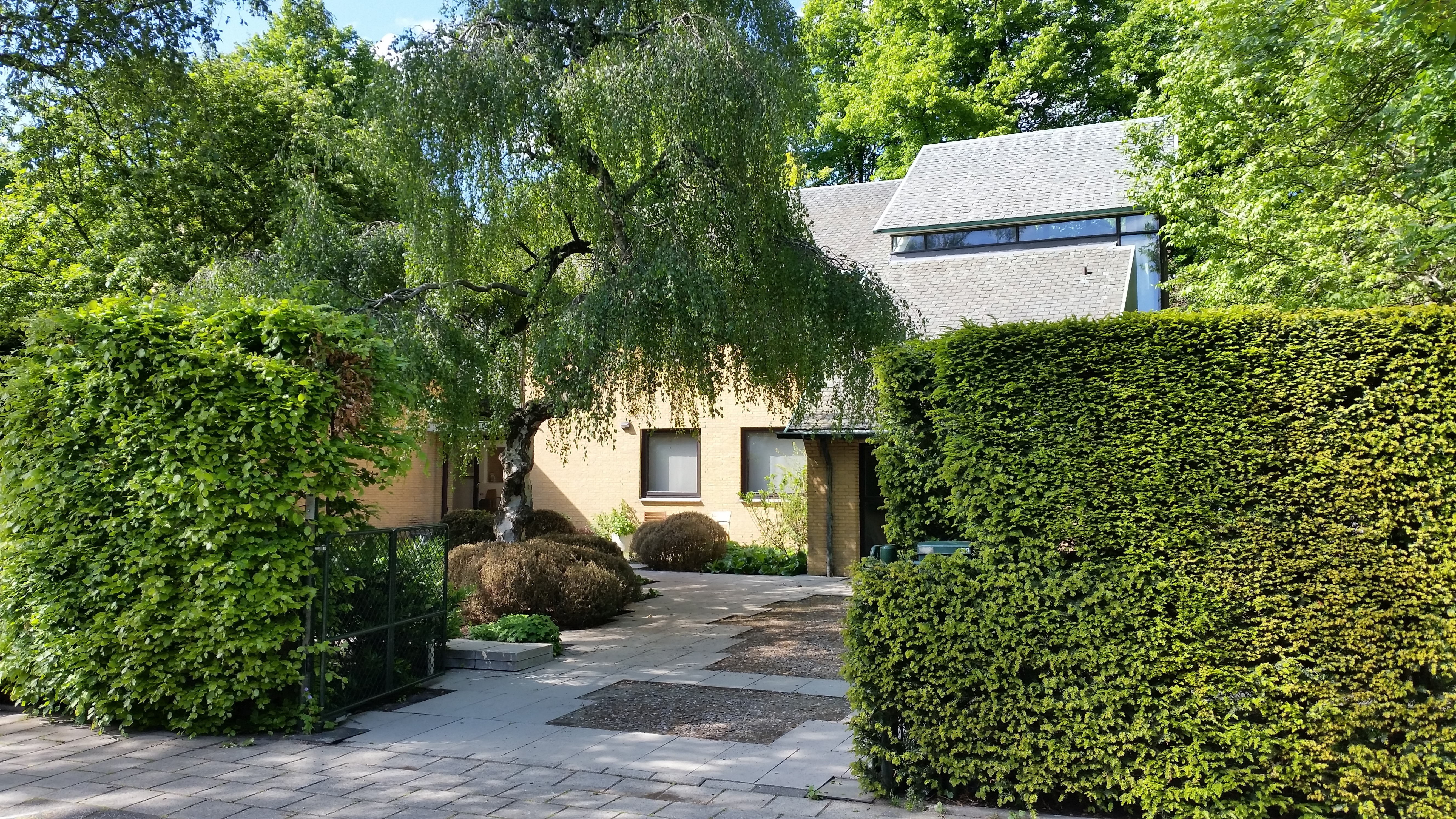
Willem Kesstraat 20 (mei 2019)